# 英氏凡鯔
英氏凡鯔為輻鰭魚綱鯔形目鯔科的其中一種，分布於印度太平洋區，從東非至法屬波里尼西亞海域，體長可達30公分，棲息在沿海沙石底質海域，可做為食用魚或餌魚。

## 擴展閱讀
維基物種上的相關：英氏凡鯔